# Zoltán Gera
Zoltán Gera (ur. 22 kwietnia 1979 w Peczu) – węgierski piłkarz, który występował na pozycji prawego pomocnika.
W latach 2002–2017 reprezentant Węgier. Uczestnik Mistrzostw Europy 2016.

## Kariera klubowa

### Pobyt na Węgrzech
Zoltán Gera jako junior grał w zespołach Pécsi Bőrgyár, Pécsi Zsolnay, Pécsi Kinizsi oraz Harkány SE. W 1997 roku został zawodnikiem Pécsi Munkás FC. W pierwszym sezonie gry dla tej drużyny Gera wystąpił w 25 ligowych pojedynkach, w których strzelił dwie bramki. W kolejnych rozgrywkach prezentował już lepszą formę - rozegrał 31 spotkań i osiem razy wpisał się na listę strzelców. Sezon 1999/2000 był ostatnim, jaki Gera spędził w Pécsi Munkás. Latem 2000 roku węgierski pomocnik przeszedł do Ferencvárosi TC, gdzie od razu wywalczył sobie miejsce w podstawowej jedenastce. Już w debiutanckim sezonie w barwach „Fradi” Węgier wraz z zespołem sięgnął po mistrzostwo kraju. W dwóch kolejnych sezonach Ferencvárosi kończyło ligowe rozgrywki na drugim miejscu. W 2003 roku Gera wywalczył z drużyną puchar Węgier. Rok później sięgnął po potrójną koronę zdobył wszystkie krajowego trofea - mistrzostwo, puchar oraz superpuchar.

### Transfer do Anglii
Latem 2004 roku Gera podpisał kontrakt z angielskim West Bromwich Albion. „The Baggies” zapłacili za niego 1,5 miliona funtów. W Premier League zadebiutował 14 sierpnia 2004 roku w zremisowanym 1:1 pojedynku z Blackburn Rovers zmieniając w 87 minucie Andy’ego Johnsona. Po raz pierwszy w podstawowej jedenastce wystąpił 25 sierpnia w spotkaniu Tottenhamem Hotspur. W meczu tym Gera zdobył również swoją pierwszą bramkę dla West Bromwich. W pierwszym sezonie występów dla tego angielskiego klubu Zoltán rozegrał 38 ligowych pojedynków, w których strzelił sześć goli. Ekipa prowadzona przez Bryana Robsona zajęła dopiero siedemnaste miejsce w tabeli mając zaledwie jeden punkt przewagi nad strefą spadkową. Dzięki dobrej formie, jaką prezentował Gera, jego pozyskaniem zainteresowało się kilka innych klubów, między innymi Aston Villa. Od początku sezonu 2005/2006 Węgier był prześladowany przez kontuzje. Problemy ze zdrowiem doprowadziły do potrzeby operacji przepukliny, jakiej Gera został poddany listopadzie 2005 roku. Były zawodnik Ferencvárosi wystąpił tylko w piętnastu spotkaniach i nie był w stanie pomóc drużynie w utrzymaniu się w Premier League. W sezonie 2006/2007 Gera w linii pomocy grał zazwyczaj z Walijczykiem Jasonem Koumasem, Szkotem Nigelem Quashiem oraz Słoweńcem Robertem Korenem. West Bromwich w tabeli drugiej ligi zajęło czwarte miejsce, jednak w finale play-offów o awans do najwyższej klasy rozgrywek w kraju przegrało z Derby County 0:1. Gera wystąpił w 40 spotkaniach, w których zdobył pięć bramek. W rozgrywkach 2007/2008 także miał zapewnione miejsce w pierwszym składzie.
11 czerwca 2008 roku Węgier przeszedł do Fulham jednocześnie rezygnując z podpisania nowego kontraktu z WBA. W nowej drużynie zadebiutował 16 sierpnia w przegranym 1:2 ligowym spotkaniu z Hull City. Pierwszą bramkę zdobył natomiast 27 sierpnia w spotkaniu Pucharu Ligi z Leicesterem City.
2 sierpnia 2011 roku podpisał dwuletni kontrakt z West Bromwich Albion.

## Kariera reprezentacyjna
W reprezentacji Węgier Gera zadebiutował 13 lutego 2002 roku w przegranym 1:2 meczu przeciwko Szwajcarii. Swojego pierwszego gola dla drużyny narodowej zdobył 16 października tego samego roku w pojedynku z San Marino. W spotkaniu tym Gera strzelił jeszcze dwa gole, kompletując tym samym hat-tricka. Od 2004 roku węgierski zawodnik pełni rolę kapitana reprezentacji. Opaskę kapitańską po raz pierwszy założył w wygranym 3:1 spotkaniu z Łotwą.

### Gole w reprezentacji
| #   | Data       | Miejsce        | Przeciwnik           | Wynik         | Mecz                                                |
| --- | ---------- | -------------- | -------------------- | ------------- | --------------------------------------------------- |
| 1.  | 16.10.2002 | Budapeszt      | San Marino           | wygrana 3:0   | eliminacje do Euro 2004                             |
| 2.  | 16.10.2002 | Budapeszt      | San Marino           | wygrana 3:0   | eliminacje do Euro 2004                             |
| 3.  | 16.10.2002 | Budapeszt      | San Marino           | wygrana 3:0   | eliminacje do Euro 2004                             |
| 4.  | 30.04.2003 | Budapeszt      | Luksemburg           | wygrana 5:1   | towarzyski                                          |
| 5.  | 07.06.2003 | Budapeszt      | Łotwa                | wygrana 3:1   | eliminacje do Euro 2004                             |
| 6.  | 08.09.2004 | Budapeszt      | Islandia             | wygrana 3:2   | eliminacje do MŚ 2006                               |
| 7.  | 17.11.2004 | Ta' Qali       | Malta                | wygrana 2:0   | eliminacje do MŚ 2006                               |
| 8.  | 04.06.2005 | Reykjavík      | Islandia             | wygrana 3:2   | eliminacje do MŚ 2006                               |
| 9.  | 04.06.2005 | Reykjavík      | Islandia             | wygrana 3:2   | eliminacje do MŚ 2006                               |
| 10. | 16.08.2006 | Graz           | Austria              | wygrana 2:1   | towarzyski                                          |
| 11. | 02.09.2006 | Budapeszt      | Norwegia             | przegrana 1:4 | eliminacje do Euro 2008                             |
| 12. | 06.09.2006 | Zenica         | Bośnia i Hercegowina | wygrana 3:1   | eliminacje do Euro 2008                             |
| 13. | 28.03.2007 | Budapeszt      | Mołdawia             | wygrana 2:0   | eliminacje do Euro 2008                             |
| 14. | 22.08.2007 | Budapeszt      | Włochy               | wygrana 3:1   | towarzyski                                          |
| 15. | 08.09.2007 | Székesfehérvár | Bośnia i Hercegowina | wygrana 1:0   | eliminacje do Euro 2008                             |
| 16. | 06.02.2008 | Limassol       | Słowacja             | remis 1:1     | towarzyski                                          |
| 17. | 19.11.2008 | Belfast        | Irlandia Północna    | wygrana 2:0   | towarzyski                                          |
| 18. | 01.04.2009 | Budapeszt      | Malta                | wygrana 3:0   | eliminacje do MŚ 2010                               |
| 19. | 08.10.2010 | Budapeszt      | San Marino           | wygrana 8:0   | Mistrzostwa Europy w Piłce Nożnej 2012 (eliminacje) |
| 20. | 29.03.2011 | Amsterdam      | Holandia             | przegrana 3:5 | Mistrzostwa Europy w Piłce Nożnej 2012 (eliminacje) |
| 21. | 29.03.2011 | Amsterdam      | Holandia             | przegrana 3:5 | Mistrzostwa Europy w Piłce Nożnej 2012 (eliminacje) |

## Sukcesy
Ferencvárosi TC
Mistrzostwo Węgier: 2001, 2004
Wicemistrzostwo Węgier: 2002, 2003
Puchar Węgier: 2003, 2004
Superpuchar Węgier: 2004
 West Bromwich Albion
Football League Championship: 2008
Indywidualnie
Najlepszy piłkarz węgierskiej ligi: 2002
Najlepszy węgierski piłkarz roku: 2004, 2005
Najlepszy piłkarz The Championship: 2007/2008

## Życie prywatne
W marcu 2008 roku Gerze urodziła się córka Hanna. Trener reprezentacji - Péter Várhidi dał z tej okazji węgierskiemu zawodnikowi wolne na towarzyskie spotkanie ze Słowenią, by ten mógł spędzić trochę czasu z rodziną. W przyszłości Gera ma zamiar założyć fundację, która będzie pomagać dzieciom z biednych rodzin.
W 2006 roku Gera wziął udział w reklamie Pepsi razem z takimi zawodnikami jak Thierry Henry, David Beckham, Roberto Carlos, Ronaldinho i Raúl González Blanco.